# Mössa m/1865

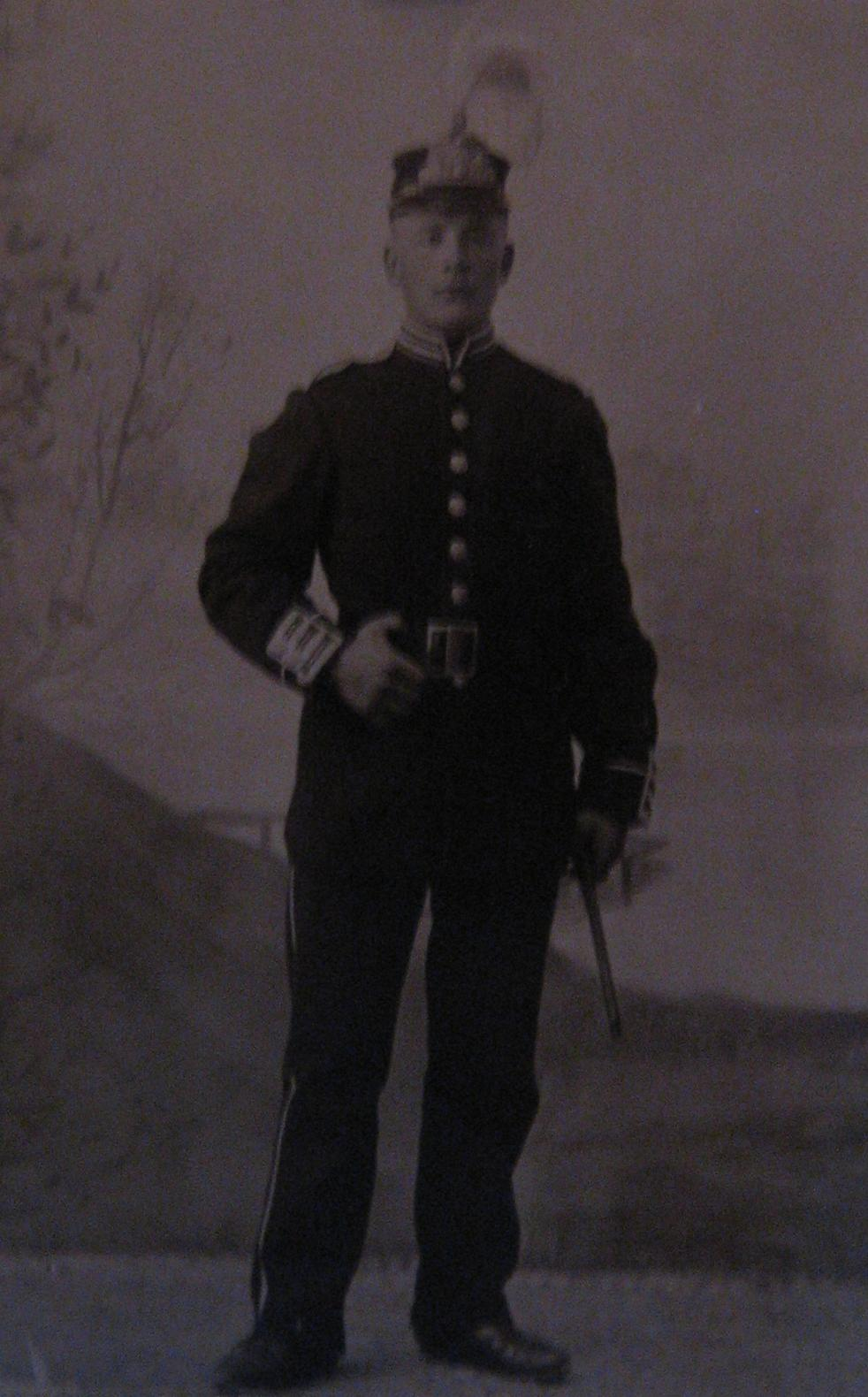
Menig vid I 3 iförd mössa m/1865 och vapenplåt m/1865 med tillhörande plym m/1865.

Mössa m/1865 är en skärmmössa som används inom krigsmakten.

## Utseende
Mössa m/1865 är tillverkad av kläde och har en skärm samt rem av lackerat läder. På bägge sidorna av mössan finns två små 4 mm lodräta galoner. Runtom mössan finns även ett antal galoner (4 mm respektive 12 mm) som markerar bärarens grad. Galonerna kunde vara i guld eller silver beroende på tillhörighet. Manskap har dock beläggningssnören i vitt eller gult istället för galoner med en ögla i nacken. På mösskullen fanns en "kringla" av galoner för officerare. På mössans framsida finner man hos officerare en gul sidenkokard samt en blåemaljerad eller hos specialistofficerare (förr underofficerare) en silvrig eller förgylld knapp m/1865. På samma plats fanns hos manskapet en kompaniknapp (knapp med kompaninummer) med en silver- eller guldfärgad mössknapp. Klädet på mössan är av samma färg som vapenrocken beroende på vederbörandes tillhörighet.

### Mössa m/1865-1899
Kringlan på mösskullen, som endast fungerade som dekoration, på mössa m/1865 togs bort enligt en generalorder 1899. Detta främst på grund av kostnadsskäl. Därav det nya namnet mössa m/1865-1899, vilken är modellen som används än idag av bland annat Livgardet (LG). Som brukligt hade officerarna ett antal år på sig att plocka bort den så under några år förekom båda varianterna.
I själva verket reglerades mössa m/1865 även genom förändringar i generalorder även 1866, 1886, samt två 1895.
| Ändringar 2009  | Används ej       | Används ej       | Används ej       |         |                 |         |                    |          |                           |                     |                         |              |                 |                           |
| Grad            | Generalspersoner | Generalspersoner | Generalspersoner | Överste | Överstelöjtnant | Major   | Kapten             | Löjtnant | Fänrik                    | Regementsförvaltare | Förvaltare              | Fanjunkare   | Förste sergeant |                           |
|                 | Officer          | Officer          | Officer          | Officer | Officer         | Officer | Officer            | Officer  | Officer                   | Underofficer        | Underofficer            | Underofficer | Underofficer    | Underbefäl & värnpliktiga |
| Ändringar 1936  |                  |                  |                  |         |                 |         |                    |          |                           |                     |                         |              |                 |                           |
| Ändringar 1926  |                  |                  |                  |         |                 |         |                    |          |                           |                     |                         |              |                 |                           |
| Mössa m/1865-99 |                  |                  |                  |         |                 |         |                    |          |                           |                     |                         |              |                 |                           |
| Grad            | General          | Generallöjtnant  | Generalmajor     | Överste | Överstelöjtnant | Major   | Kapten Ryttmästare | Löjtnant | Underlöjtnant Fänrik 1915 | Förvaltare 1936     | Fanjunkare Styckjunkare | Sergeant     |                 |                           |

Ändringar 2009: nytt gradsystem (visar Livgardets infanteri).

Ändringar 1936: graden förvaltare infördes, två lodräta och två vågräta galoner.

Ändringar 1926: fanjunkare fick även en vågrät galon, sergeanter fick en lodrät galon.

Mössa m/1865-99: visar mössa för indelta infanteriet.

## Historia
Den höga käppi m/1858 som infördes i infanteriet och artilleriet och ersatte kask m/1845 var direkt olämplig som uniformsmössa. Den ersattes år 1865 av en låg mjuk skärmmössa, med vissa undantag i mörkblå färg, mössa m/1865. Mössa m/1865 kallades i folkmun för "mössa med plåt och plym" med anledning av att man försåg mössan med en mössplåt och plym vid parader. Ursprunget till mössan kom från det ryska linjeinfanteriet. Denna mössa blev fastställd som persedel för hela det indelta infanteriet. Mera känd är mössan annars under öknamnet "havremåttet".
1899 genomgick mössan en del förändringar vilket medförde till att den nu benämns mössa m/1865-1899.

## Användning
Mössan användes ursprungligen till uniform m/ä som daglig dräkt. Vid liten parad pryddes tidigare mössan vid vissa infanteriregementen med vapenplåt m/1865 och vid stor parad även plym m/1865. Plymen var svart för indelta infanteriet förutom Livregementets grenadjärer (I 3) som bar en vit plym då de tillhörde Kungl. Maj:ts Liv- och Hustrupper.
Numera används den bara i begränsad omfattning av officerare "utanför ledet" vid statsceremonier inom Livgardet (LG), som ett alternativ till annan huvudbonad. Livgardets kavalleri har fortfarande lägermössa m/1895 för alla grader, medan infanteriet enbart har mössa m/1865-99 för officerare. Där har den för gruppbefäl och soldater bytts ut helt mot båtmössa m/1824-2004.

## Fotografier

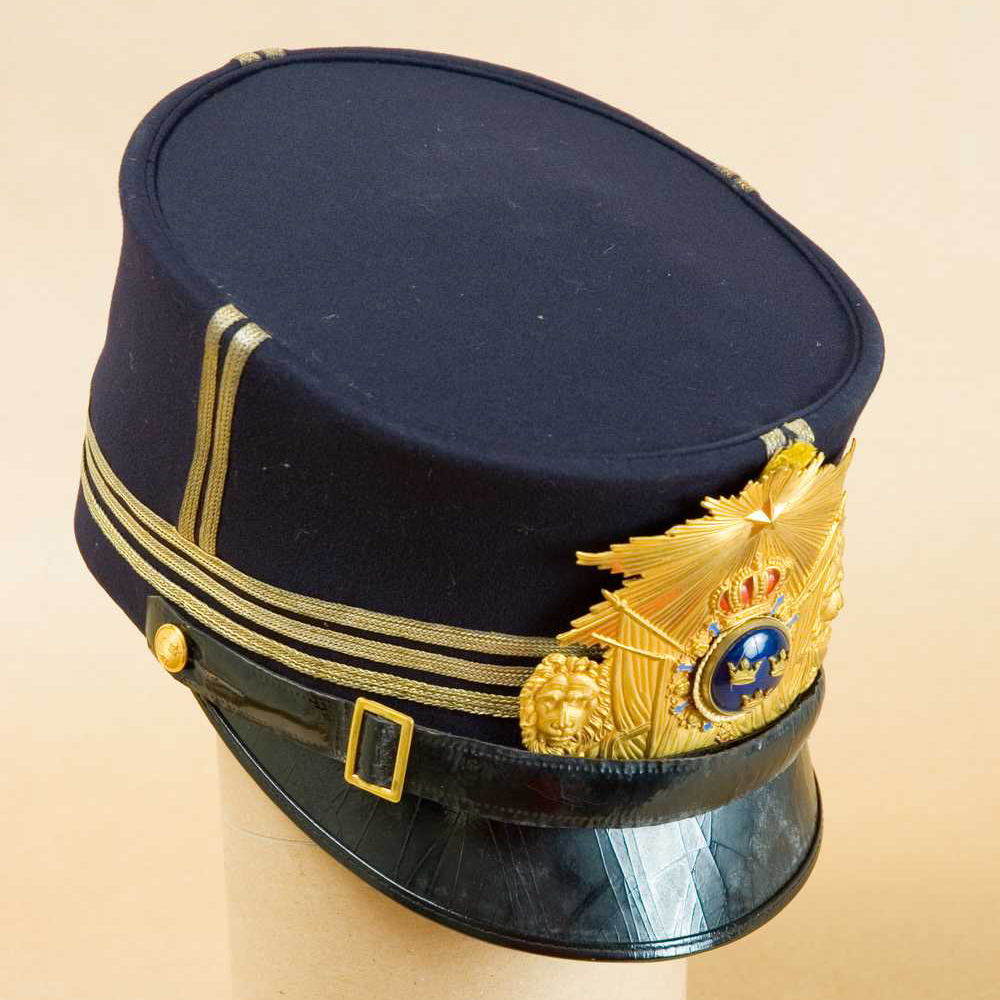
Mössa m/1865-1899 för kapten vid Livregementet till fot med vapenplåt m/1865.
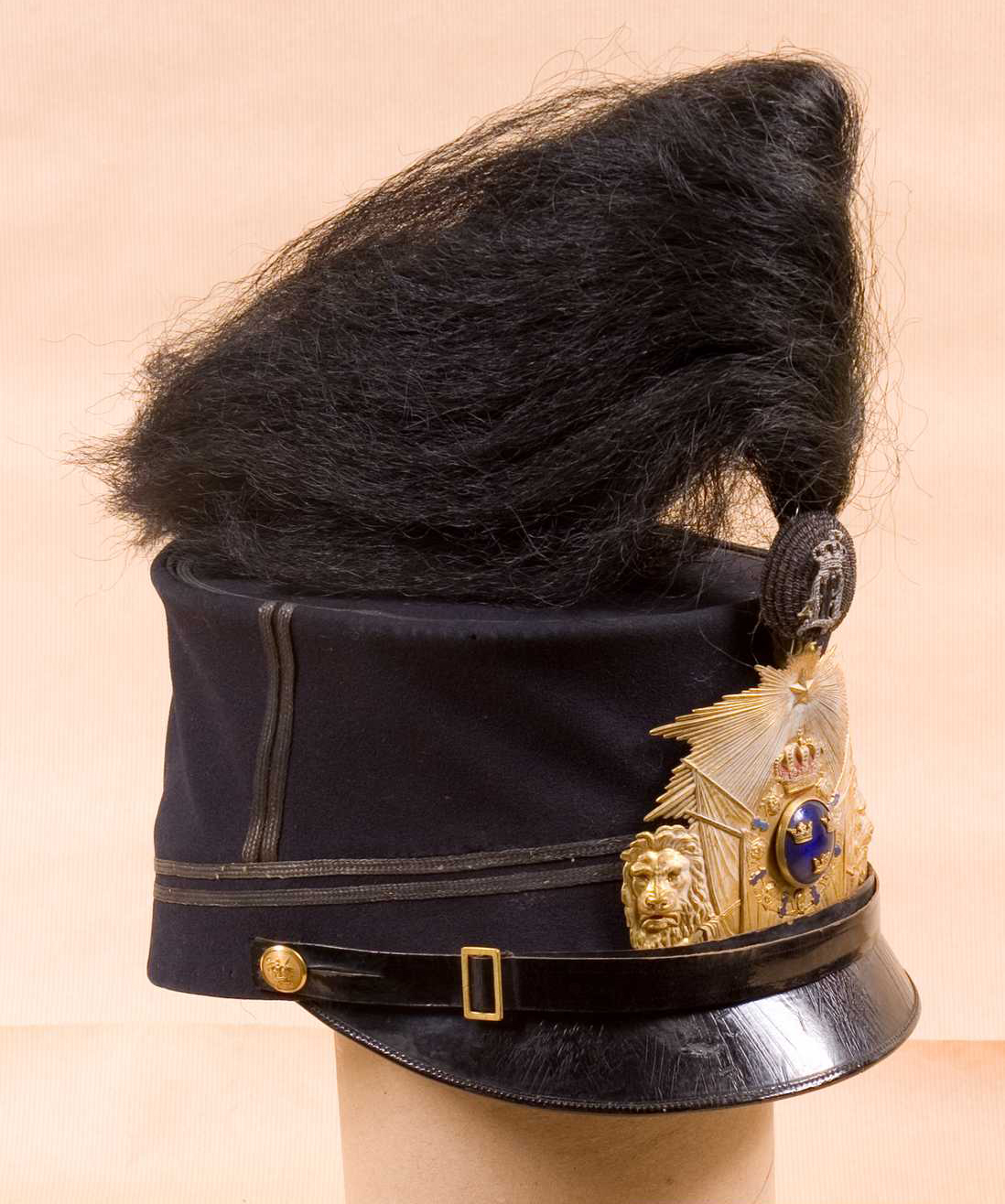
Mössa m/1865 för löjtnant vid Fältläkarkåren med vapenplåt m/1865 och plym m/1865.
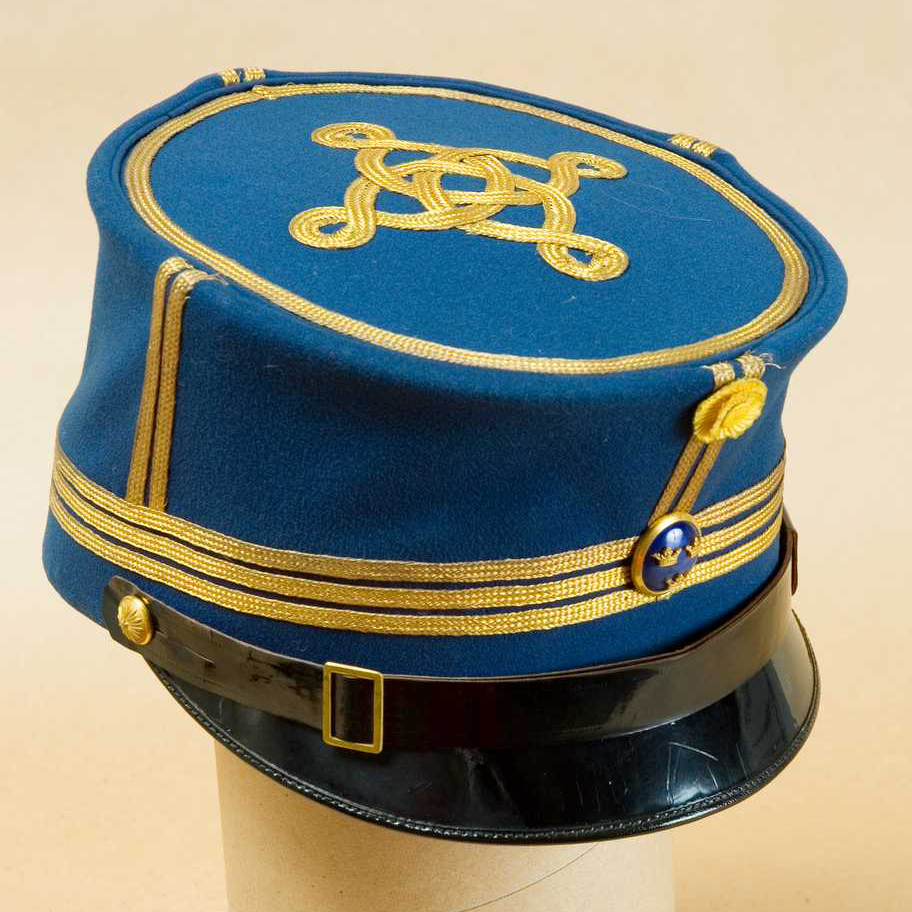
Mössa m/1865 för kapten vid Fortifikationen.
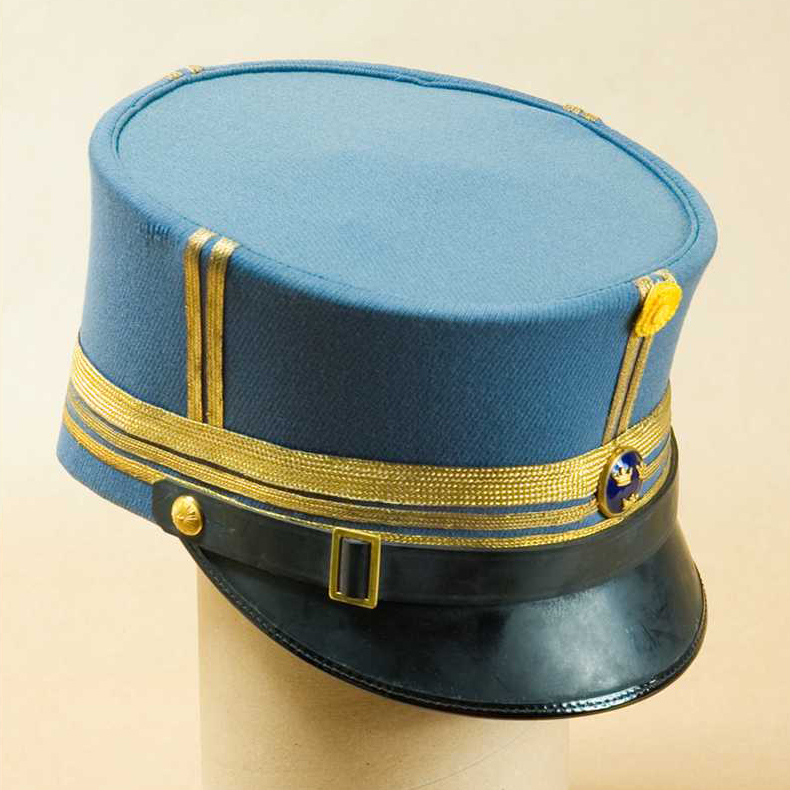
Mössa m/1865-1899 för överstelöjtnant vid Fortifikationen. Notera att den inte har kringlan på ovansidan. Detta togs bort år 1899 genom en generalorder, främst av kostnadsskäl.
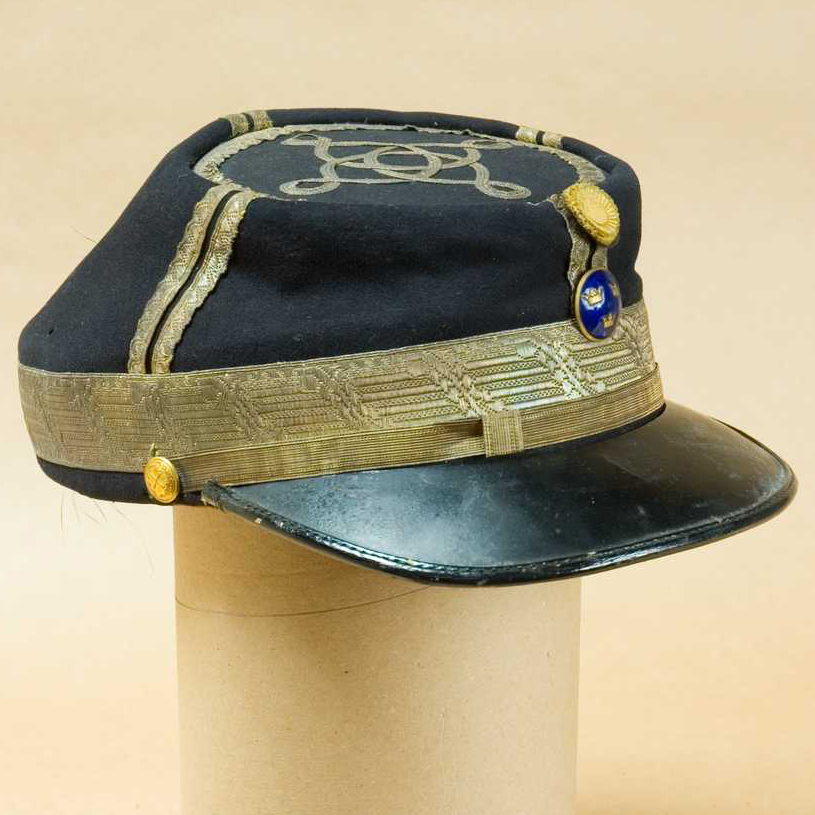
Mössa m/1865 för officer vid Generalitetet. Mössan är av den ursprungliga modellen med kort framstycke och högt bakstycke som gör kullen framåtstukad. På senare mössor ändrades snittet. Observera också den bredare skärmen; den hann ändras flera gånger under mössans användningsperiod.
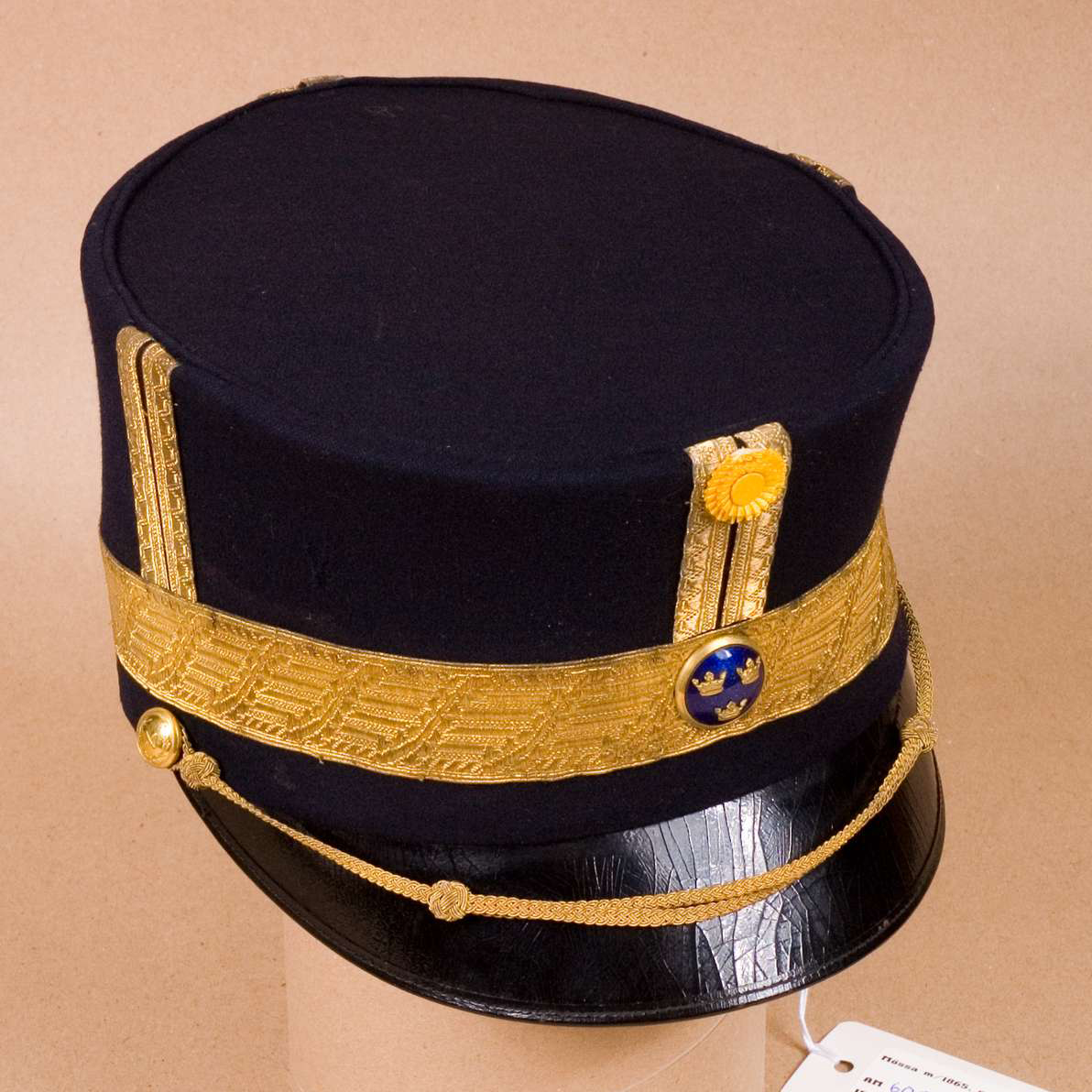
Mössa m/1865-1899 för generalmajor vid Generalitetet.

### Webbkällor
1. 1 2  Holst, Markus. ”Militära huvudbonader använda i Sverige 1800-tal”. Arkiverad från originalet den 12 augusti 2010. https://web.archive.org/web/20100812163419/http://www.markusholst.se/militaria/armen1800tal.htm. Läst 19 september 2012.
2. ↑  Uniformer m/ä - förr och nu, Christian Braunstein i Armémusei årsbok 1997
3. ↑  Försvarsmakten. ”Uniformsbestämmelser 2009 - Kapitel 4: Paraduniformer”. s. 60. Arkiverad från originalet den 28 augusti 2010. https://web.archive.org/web/20100828071307/http://www.forsvarsmakten.se/upload/dokumentfiler/uniformer/4_Paraduniformer.pdf. Läst 19 september 2012.